# Liste der Bodendenkmäler in Neuching
Auf dieser Seite sind die Bodendenkmäler in der oberbayerischen Gemeinde Neuching zusammengestellt. Diese Tabelle ist eine Teilliste der Liste der Bodendenkmäler in Bayern. Grundlage ist die Bayerische Denkmalliste, die auf Basis des Bayerischen Denkmalschutzgesetzes vom 1. Oktober 1973 erstmals erstellt wurde und seither durch das Bayerische Landesamt für Denkmalpflege geführt wird. Die folgenden Angaben ersetzen nicht die rechtsverbindliche Auskunft der Denkmalschutzbehörde.

## Bodendenkmäler der Gemeinde Neuching

### Bodendenkmäler in der Gemarkung Finsing
| Lage               | Objekt                                                                                      | Akten-Nr.     | Bild |
| ------------------ | ------------------------------------------------------------------------------------------- | ------------- | ---- |
| Finsing (Standort) | Siedlung vor- und frühgeschichtlicher Zeitstellung, unter anderem der mittleren Bronzezeit. | D-1-7737-0182 |      |

### Bodendenkmäler in der Gemarkung Moosinning
| Lage                  | Objekt | Akten-Nr.     | Bild |
| --------------------- | --- | ------------- | ---- |
| Moosinning (Standort) | Siedlung vorgeschichtlicher Zeitstellung, unter anderem des Neolithikums, der Bronzezeit und der Latènezeit. | D-1-7737-0389 |      |

### Bodendenkmäler in der Gemarkung Niederneuching
| Lage                      | Objekt | Akten-Nr.     | Bild |
| ------------------------- | --- | ------------- | ---- |
| Niederneuching (Standort) | Körpergräber der frühen Mittelalters. | D-1-7737-0037 |      |
| Niederneuching (Standort) | Siedlung vor- und frühgeschichtlicher Zeitstellung. | D-1-7737-0122 |      |
| Niederneuching (Standort) | Siedlung des Jungneolithikums (Münchshöfener Kultur), der mittleren Bronzezeit, der Hallstattzeit, der mittleren und späten Latènezeit sowie Körpergräber und Brandgräber vor- und frühgeschichtlicher Zeitstellung. | D-1-7737-0171 |      |
| Niederneuching (Standort) | Siedlung vorgeschichtlicher Zeitstellung. | D-1-7737-0177 |      |
| Niederneuching (Standort) | Untertägige mittelalterliche und frühneuzeitliche Befunde und Funde im Bereich der Katholischen Filialkirche St. Johannes d.T. von Niederneuching und ihrer Vorgängerbauten.                                         | D-1-7737-0214 |      |
| Niederneuching (Standort) | Siedlung und Brandgräber der Urnenfelderzeit sowie Siedlung (villa rustica) der römischen Kaiserzeit. | D-1-7737-0388 |      |
| Niederneuching (Standort) | Körpergräber des frühen Mittelalters. | D-1-7737-0391 |      |

### Bodendenkmäler in der Gemarkung Oberneuching
| Lage                    | Objekt | Akten-Nr.     | Bild |
| ----------------------- | --- | ------------- | ---- |
| Oberneuching (Standort) | Verebnete Grabhügel vorgeschichtlicher Zeitstellung. | D-1-7736-0063 |      |
| Oberneuching (Standort) | Körpergräber des frühen Mittelalters. | D-1-7737-0038 |      |
| Oberneuching (Standort) | Siedlung vor- und frühgeschichtlicher Zeitstellung, unter anderem der Latènezeit und der römischen Kaiserzeit.                                                     | D-1-7737-0040 |      |
| Oberneuching (Standort) | Siedlung vor- und frühgeschichtlicher Zeitstellung. | D-1-7737-0121 |      |
| Oberneuching (Standort) | Siedlung vor- und frühgeschichtlicher Zeitstellung. | D-1-7737-0124 |      |
| Oberneuching (Standort) | Siedlung des Jungneolithikums (Münchshöfener Kultur) und der mittleren und späten Latènezeit.                                                                      | D-1-7737-0173 |      |
| Oberneuching (Standort) | Siedlung vorgeschichtlicher Zeitstellung, unter anderem des Neolithikums und der jüngeren Latènezeit sowie verebnete Viereckschanze des späten Latènezeit.         | D-1-7737-0176 |      |
| Oberneuching (Standort) | Untertägige mittelalterliche und frühneuzeitliche Befunde und Funde im Bereich der Katholischen Pfarrkirche St. Martin von Oberneuching und ihrer Vorgängerbauten. | D-1-7737-0216 |      |
| Oberneuching (Standort) | Verebneter Burgstall des Mittelalters und der frühen Neuzeit (Schloss Oberneuching).                                                                               | D-1-7737-0217 |      |
| Oberneuching (Standort) | Verebnete Viereckschanze der späten Latènezeit. | D-1-7737-0347 |      |
| Oberneuching (Standort) | Freilandstation des älteren Mesolithikums (Beuronien III) und Siedlung vorgeschichtlicher Zeitstellung.                                                            | D-1-7737-0393 |      |

### Bodendenkmäler in der Gemarkung Ottenhofen
| Lage                  | Objekt                                                                                                | Akten-Nr.     | Bild |
| --------------------- | --- | ------------- | ---- |
| Ottenhofen (Standort) | Siedlung der mittleren Bronzezeit, der späten Bronzezeit und der Urnenfelderzeit sowie der Laténezeit | D-1-7737-0204 |      |